# 신정중앙로
신정중앙로는 서울특별시 양천구 국회대로에서 시작하여 목동오거리에서 끝나는 도로이다.

## 연결 및 교차 도로
시점에서는 국회대로와 만나고, 종점에서는 오목로, 목동로와 만난다. 은행정로와 교차한다.

## 주요 건물 및 시설
목동역